# لويزا تشيريكو
لويزا تشيريكو (بالإنجليزية: Louisa Chirico)‏ مواليد 16 مايو 1996 في نيوجيرسي، الولايات المتحدة، هي لاعبة كرة مضرب أمريكية. أعلى تصنيف لها في الفردي كان 109. أعلى تصنيف لها في الزوجي كان 210.

## النهائيات

### الفردي (3–4)
| الحصيلة | الرقم | التاريخ         | الدورة                              | الأرضية | المنافس                  | النتيجة                 |
| ------- | ----- | --------------- | ----------------------------------- | ------- | ------------------------ | ----------------------- |
| الفوز   | 1.    | مايو 21, 2012   | سمتر، الولايات المتحدة              | صلبة    | فيكتوريا دوفال           | 6–4, 6–3                |
| الوصافة | 1.    | فبراير 18, 2013 | سوربرايز، الولايات المتحدة          | صلبة    | تارا مور                 | 6–4, 6–3                |
| الفوز   | 2.    | يونيو 9, 2014   | بادوفا، إيطاليا                     | ترابية  | باولا كريستينا غونسالفيس | 6–2, 1–6, 7–6(7–3)      |
| الوصافة | 2.    | يونيو 16, 2014  | لينتسرهايدي، سويسرا                 | ترابية  | إليزافيتا كوليتشكوفا     | 5–7, 2–6                |
| الوصافة | 3.    | فبراير 2, 2015  | ميدلاند، الولايات المتحدة           | صلبة    | تاتيانا ماريا            | 2–6, 0–6                |
| الفوز   | 3.    | أبريل 20, 2015  | دوثان، الولايات المتحدة             | ترابية  | كاترينا ستيوارت          | 7–6(7–1), 3–6, 7–6(7–1) |
| الوصافة | 4.    | مايو 4, 2015    | إنديان هاربر بيتش، الولايات المتحدة | ترابية  | كاترينا ستيوارت          | 4–6, 6–3, 3–6           |

## روابط خارجية
- لويزا تشيريكو على موقع رابطة محترفات التنس (الإنجليزية)
- لويزا تشيريكو على موقع الاتحاد الدولي لكرة المضرب (الإنجليزية)
- لويزا تشيريكو على موقع بطولة ويمبلدون (الإنجليزية)
- لويزا تشيريكو على موقع خلاصة التنس.كوم (الإنجليزية)
- لويزا تشيريكو على موقع إي إس بي إن.كوم (الإنجليزية)